# Mieczysław Horszowski

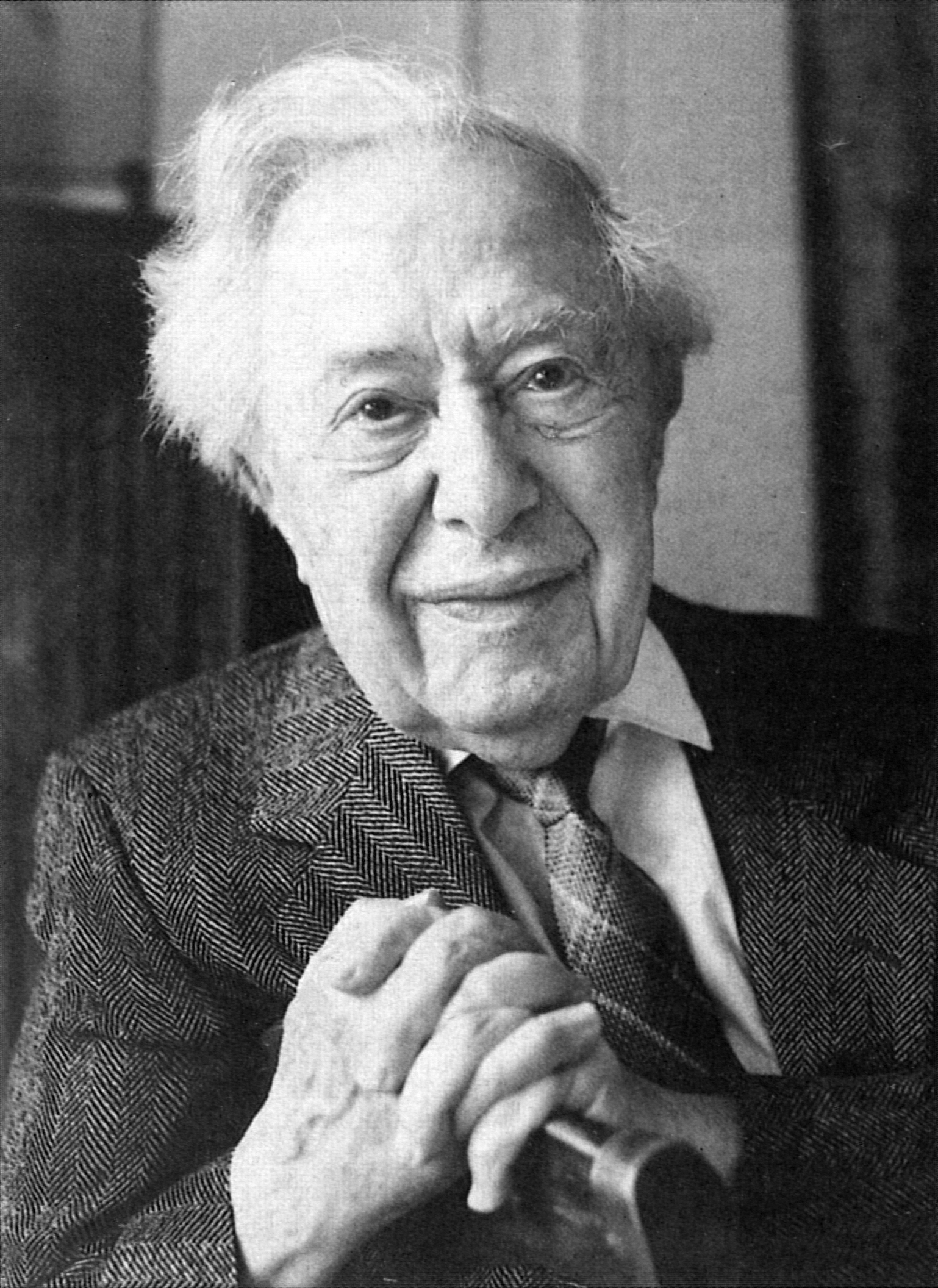
Mieczysław Horszowski (1990)

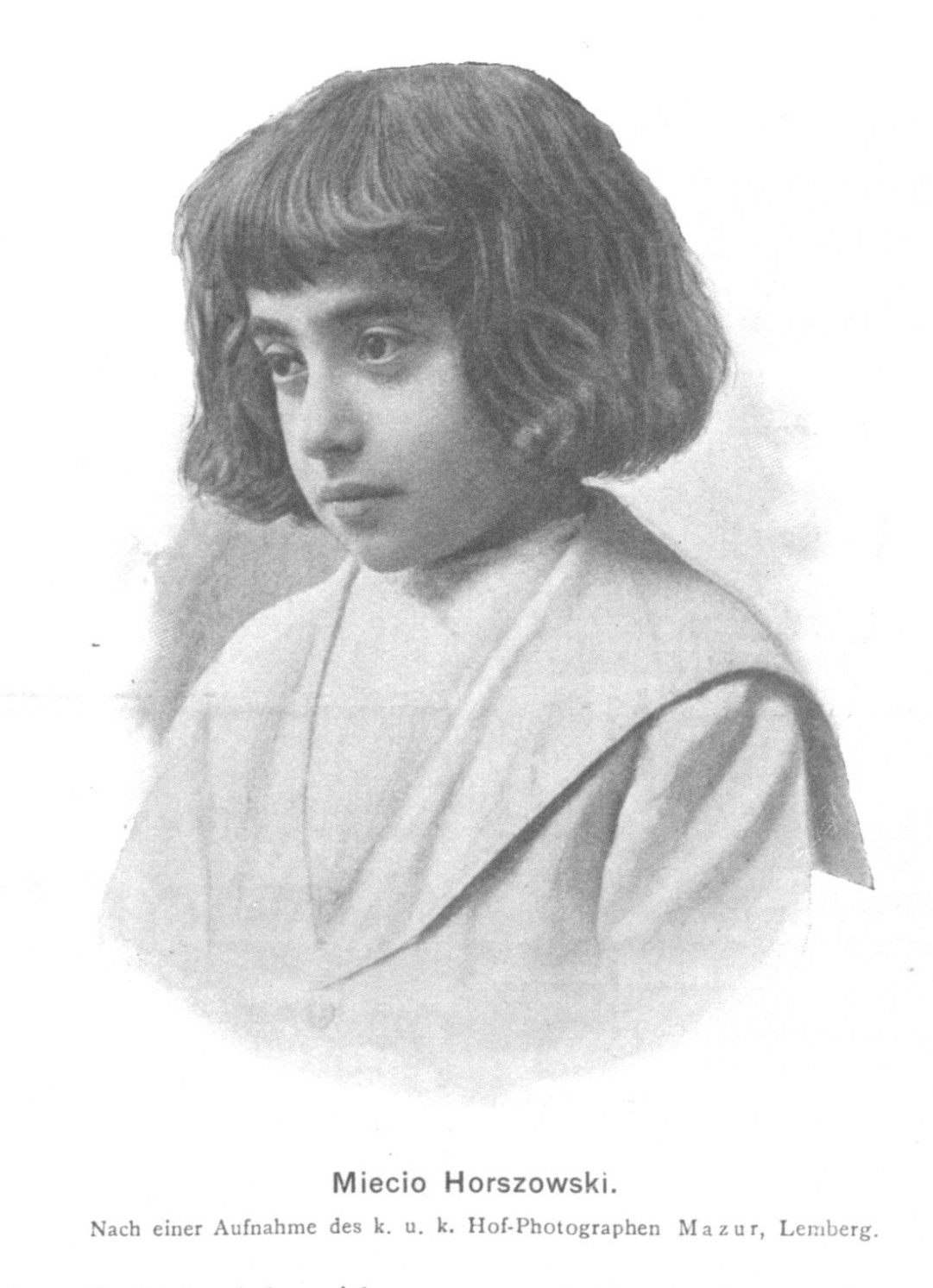
Der junge Mieczysław „Miecio“ Horszowski (1902)

Mieczysław Horszowski (* 23. Juni 1892 in Lemberg, Galizien; † 22. Mai 1993 in Philadelphia/Pennsylvania) war ein polnischer Pianist.

## Leben
Horszowski begann Ende des 19. Jahrhunderts als Wunderkind seine Karriere. Ersten Klavierunterricht erhielt er von seiner Mutter, einer Schülerin von Karol Mikuli. Weitere Lehrer in Lemberg waren Henryk Melcer-Szczawiński und Mieczysław Sołtys. 1899 ging er nach Wien und studierte dort bis 1904 bei Theodor Leschetizky. Daneben nahm er Unterricht bei dem deutschen Komponisten und Musikpädagogen Cyrill Kistler, der ihn 1899 bei einem Klavierabend in Bad Kissingen kennengelernt hatte. Sein offizielles Debüt als Pianist feierte er 1902 in Wien, als Solist mit Orchester in Warschau mit Beethovens 1. Klavierkonzert unter Emil Młynarski. Es folgten Tourneen durch Europa mit ersten Auftritten in Berlin, Paris, Rom und London, sein US-Debüt fand 1906 in der Carnegie Hall statt.
Gemeinsam mit Pablo Casals (Cello), dessen Begleiter Horszowski seit 1906 war, spielte er in den 1950er Jahren mehrere Beethoven-Stücke ein. Horszowski zog nach dem Ersten Weltkrieg nach Italien, wo er bis 1941 lebte und unterrichtete. Danach emigrierte er nach den USA, wo er bis zu seinem Tod am Curtis Institute of Music in Philadelphia unterrichtete. Er trat bis zu seinem 100. Geburtstag regelmäßig öffentlich in den USA und in Europa auf. Sein letztes Konzert gab er im Alter von 99 Jahren am 31. Oktober 1991 in Philadelphia.
Zu seinem Standardrepertoire gehörten die Klavierwerke von Johann Sebastian Bach, Wolfgang Amadeus Mozart, Beethoven, Chopin und Schumann. Er spielte aber auch damals zeitgenössische Werke von Strawinsky, Szymanowski, Villa-Lobos und Schostakowitsch.